# Lasioglossum normale
Lasioglossum normale är en biart som först beskrevs av Baker 1906.  Lasioglossum normale ingår i släktet smalbin, och familjen vägbin. Inga underarter finns listade i Catalogue of Life.